# 夏克城 (加利福尼亞州)
夏克城（英語：Shake City）是位於美國加利福尼亞州門多西諾縣的一個非建制地區。該地的面積和人口皆未知。

## 地理
夏克城的座標為39°25′52″N 123°28′02″W / 39.43111°N 123.46722°W，而該地的平均海拔高度為161米（即528英尺）。